# Waiting for the Moon
Waiting for the Moon — студийный альбом британского инди-рок коллектива Tindersticks, вышедший в 2003 году.

## Об альбоме
Waiting for the Moon записан в 2001—2003 годах на Great Linford Manor, Eastcote, а также в домашних студиях.
Канадское и австралийское издания альбома вышли с дополнительным EP Don’t Even Go There (композиции «Trying to Find a Home», «Sexual Funk», «Everything Changes», «I Want You»). В Британии EP продавался отдельно.

## Список композиций
1. «Until the Morning Comes» (Hinchliffe, Tindersticks) — 3:34
2. «Say Goodbye to the City» (Staples, Hinchliffe, Tindersticks) — 4:30
3. «Sweet Memory» (Hinchliffe, Tindersticks) — 4:29
4. «4.48 Psychosis» (Sarah Kane, Staples, Tindersticks) — 5:13
5. «Waiting for the Moon» (Staples, Hinchliffe) — 2:51
6. «Trying to Find a Home» (Staples, Hinchliffe, Boulter, Tindersticks) — 5:44
7. «Sometimes It Hurts» (Staples, Tindersticks) — 4:39
8. «My Oblivion» (Staples, Tindersticks) — 7:00
9. «Just a Dog» (Staples, Boulter, Tindersticks) — 3:28
10. «Running Wild» (Staples, Tindersticks) — 4:14

## Участники записи
- Стюарт Степплс (Stuart Staples) — вокал, гитара
- Дэвид Боултер (David Boulter) — клавишные
- Нейл Фрезер (Neil Fraser) — гитара
- Дикон Хинчклифф (Dickon Hinchliffe) — скрипка
- Марк Колвилл (Mark Colwill) — бас
- Элистар Маколей (Alistair Macaulay) — ударные

### Другие музыканты
- Джина Фостер (Gina Foster) — вокал
- Колин МакКен (Colin McCan) — тимпаны
- Терри Эдвардс (Terry Edwards) — труба (трек 2)
- Лхаса де Села (Lhasa de Sela) — вокал/дуэт/(трек 7)
- Стив Сидвелл (Steve Sidwell) — труба
- Нейл Сидвелл (Neil Sidwell) — тромбон
- Джеми Тэлбот (Jamie Talbot) — тенор-саксофон
- Дэйв Бишоп (Deve Bishop) — баритон-саксофон
- Lucy Wilkins, Calina De La Mare, Gillon Cameron, Anna Morris, Howard Gott, Ruth Gottlieb, Christopher Koh, Jacqueline Norrie, Louise Peacock, Wendy de St. Pear, Fiona Brice, Brian Wright, Catherine Browning, Sarah Button, David Williams — скрипки
- Robert Spriggs, Naomi Fairhurst, Emily Frith, Fiona Griffith, Vincent Greene, Sophie Sirota, Rebecca Ware, Reiad Chibahm Lucy Theo — альты
- Sarah Wilson, Andrew Nice, Chris Mansell, Oliver Kraus, Chris Worsey, Ian Burdge — виолончели